# John Cromwell
John Cromwell, nascido Elwood Dager Cromwell (Toledo, Ohio, 23 de dezembro de 1887 — Santa Bárbara, 26 de setembro de 1979) foi um ator e cineasta estadunidense.

## Carreira
Um talento que ainda não recebeu o reconhecimento que merece, grande diretor de atores, criador de convincentes climas românticos e cenas dramáticas, Cromwell iniciou sua carreira como ator e diretor de teatro em 1912. Estreou em Hollywood como ator, já em 1929, no filme Assim Falou o Mundo (The Dummy). Passou à direção nesse mesmo ano. Muito de seu trabalho foi feito com o produtor David O. Selznick, de quem só divergia quando este exigia cenas demasiadamente sentimentais. Seus filmes cativaram a crítica pelo bom acabamento, edição precisa e ritmo perfeito. Entre seus sucessos contam-se Escravos do Desejo (Of Human Bondage, 1934), Um Garoto de Qualidade (Little Lord Fauntleroy, 1936), O Prisioneiro de Zenda (The Prisoner of Zenda, 1937), Algiers, 1938), O Libertador (Abe Lincoln in Illinois, 1940) e Desde Que Partiste (Since You Went Away, 1944).
Após a Segunda Guerra Mundial, não mais sob as asas de Selznick, os filmes de Cromwell tornaram-se mais violentos, duros e tensos. Merecem ser citados o noir Confissão (Dead Reckoning, 1947), com Humphrey Bogart, o drama de prisão À Margem da Vida (Caged, 1950), com Eleanor Parker e A Estrada dos Homens sem Lei (The Racket, 1951), outro noir, agora com Robert Mitchum. Terminado esse filme, Cromwell voltou para o teatro, o grande amor de sua vida. Retornou ao cinema em 1958 para mais três obras, com destaque para A Deusa (The Goddess), um poderoso drama sobre o estrelato em Hollywood, com roteiro vagamente baseado na carreira de Marilyn Monroe.
Além de dirigir, Cromwell trabalhava esporadicamente como ator, tanto no cinema quanto na TV. Assim como Alfred Hitchcock, ele também gostava de aparecer em seus próprios filmes. Seus últimos papéis foram em dois projetos de Robert Altman: Três Mulheres (Three Women, 1977) e Cerimônia de Casamento (A Wedding, 1978).
Desde Que Partiste, seu grande sucesso de 1944, ganhou o prêmio Oscar de Melhor Trilha Sonora, além de ter tido outras oito indicações, inclusive de Melhor Filme; já À Margem da Vida recebeu três indicações, uma delas de Melhor Atriz para Eleanor Parker.
Cromwell casou-se quatro vezes e é pai adotivo do ator James Cromwell. Faleceu vítima de embolia pulmonar.

## Filmografia
Todos os títulos em português referem-se a exibições no Brasil. Estão listados apenas seus filmes como diretor.
- 1929 - A Dança da Vida (The Dance of Life); codirigido por A. Edward Sutherland
- 1929 - Close Harmony; idem
- 1929 - O Poderoso (The Mighty)
- 1930 - O Adorado Impostor (The Texan)
- 1930 - Defesa Que Humilha (For the Defense)
- 1930 - Caminhos da Sorte (Street of Chance)
- 1930 - Aventuras de Tom Sawyer (Tom Sawyer)
- 1931 - The Vice Squad
- 1931 - Página de Escândalo (Scandal Sheet)
- 1931 - Infidelidade (Unfaithful)
- 1931 - Audácia (Rich Man's Folly)
- 1932 - O Tigre do Mar Negro (The World and the Flesh)
- 1933 - Double Harness
- 1933 - Sweepings
- 1933 - Amor de Mãe (The Silver Cord)
- 1933 - Ann Vickers (Ann Vickers)
- 1934 - Este Homem É Meu (This Man Is Mine)
- 1934 - A Mística (Spitfire)
- 1934 - Idílio Proibido (The Fountain)
- 1934 - Escravos do Desejo (Of Human Bondage)
- 1935 - Escândalo na Aldeia (Village Tale)
- 1935 - Jalna
- 1935 - Vivo Sonhando (I Dream Too Much)
- 1936 - Esposo e Amante (To Mary—with Love)
- 1936 - Um Garoto de Qualidade (Little Lord Fauntleroy)
- 1936 - Um Romance no Mississippi (Banjo on My Knee)
- 1937 - O Prisioneiro de Zenda (The Prisoner of Zenda)
- 1938 - Argélia (Algiers)
- 1939 - Esposa Só no Nome (In Name Only)
- 1939 - Nascido Para Casar (Made for Each Other)
- 1940 - O Libertador (Abe Lincoln in Illinois)
- 1940 - Terror no Paraíso (Victory)
- 1941 - Náufragos (So Ends Our Night)
- 1942 - Ódio no Coração (Son of Fury: The Story of Benjamin Blake)
- 1944 - Desde que Partiste (Since You Went Away)
- 1945 - Seu Milagre de Amor (The Enchanted Cottage)
- 1946 - Ana e o Rei do Sião (Anna and the King of Siam)
- 1947 - Confissão (Dead Reckoning)
- 1947 - Melodia da Noite (Night Song)
- 1949 - Adventure in Baltimore; codirigido por Richard Wallace
- 1950 - À Margem da Vida (Caged)
- 1950 - A Carne e a Alma (The Company She Keeps)
- 1951 - A Estrada dos Homens sem Lei (The Racket)
- 1958 - A Deusa (The Goddess)
- 1959 - The Scavengers
- 1960 - Uma Questão de Moral (De Sista Stegen); feito na Suécia